# Réghaïa
Pour les articles homonymes, voir Réghaïa (homonymie).
Réghaïa (en arabe : الرغاية, en berbère : ⵔⵖⴰⵢⴻ) est une commune de la wilaya d'Alger en Algérie, située dans la banlieue Est d'Alger. C’est une zone densément peuplée et en croissance démographique forte où les activités agricoles et industrielles sont prépondérantes (Grande zone industrielle de Réghaïa-Rouiba). Ceci fait d'elle l'une des communes les plus riches d'Algérie.
On y retrouve un espace fort original, la réserve du lac de Réghaïa, dernier espace naturel dans la zone, qui chevauche sur les deux communes Réghaia et H'raoua et s’étend sur environ 600 ha.

## Géographie

### Localisation
La commune est située à  27 km à l'est du centre d'Alger.
| H'raoua, Lac de Réghaïa                 | Mer Méditerranée, Forêt de Réghaïa | Boudouaou-El-Bahri (Wilaya de Boumerdès) |
| Rouïba                                  | Reghaïa                            | Boudouaou (Wilaya de Boumerdès)          |
| Khemis El Khechna (Wilaya de Boumerdès) | Ouled Hedadj (Wilaya de Boumerdès) | Ouled Hedadj (Wilaya de Boumerdès)       |

La commune de Reghaïa est située sur une vaste plaine du nord est de la Mitidja. Elle possède une petite bordure côtière au nord autour de vastes plages de sable fin surplombées d'une falaise.
Au nord de la commune se trouve une zone de marais humide avec un lac de 75 hectares (2,5 km de long). Le lac de Reghaïa est inscrit sur la liste des zones humides d’importance internationale par la convention RAMSAR. Une réserve naturelle entoure le lac.
Hadjrat Bounattah (île Agueli) est un espace rocheux de 600 mètres de long situé à 1 km de la plage de Reghaïa. Le nom de Bounattah désigne l’espèce de chèvres[Laquelle ?] qui peuplait cette île à l’époque[Quand ?].
|  |  |

### Urbanisme

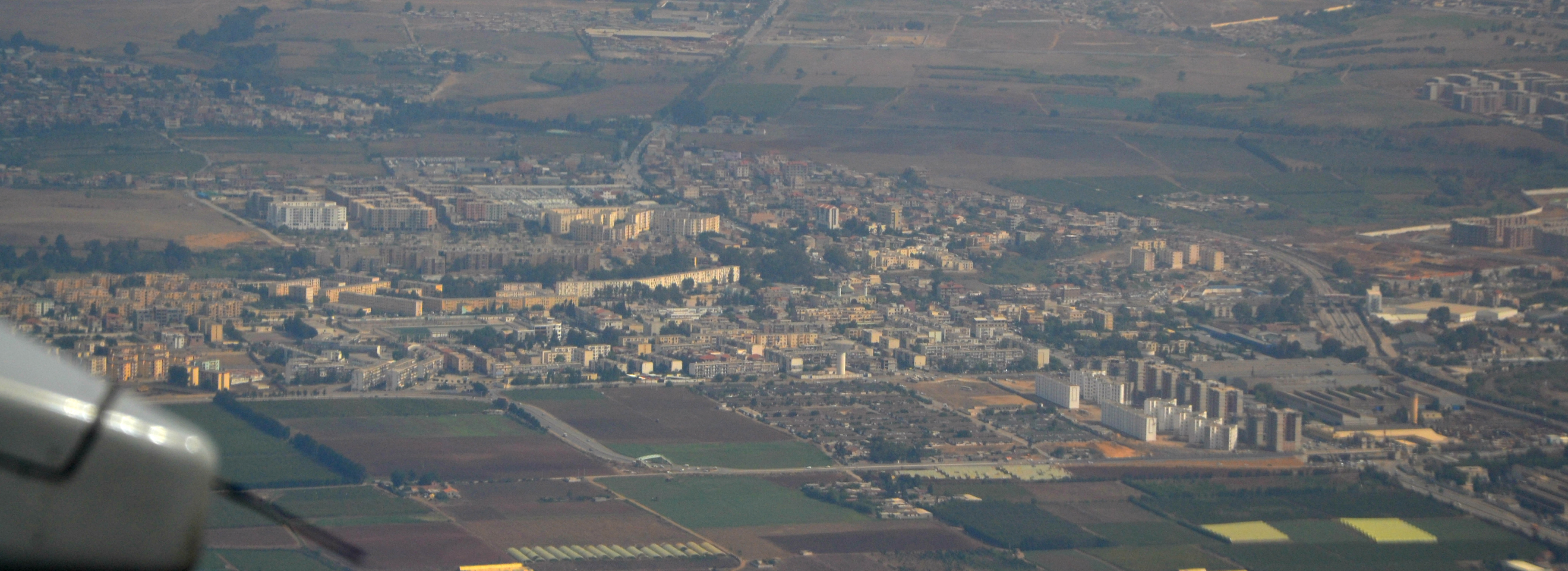
photo aérienne de Reghaia vue d'ouest

La zone urbaine de Reghaïa est concentrée au sud-ouest de la commune.
Quatre cités ont été construites à partir de 1959 pour héberger les colons, les cités Aurès (ex-Les Iris), Belgourari, El Mokrani (ex-La Gare) et Soumam (ex-Mafal). Cités Mohamed El-Bey, Djaafri, Faaouci, Cheb-Cheb.
Puis, après 1962, des cités ont été construites après dévastation de vergers d'orangers et de vignobles tels cité El Ouancharis (cité DNC), et Frantz Fanon pour faire habiter cette fois-ci des Algériens.
|  |  |  |

### Transport

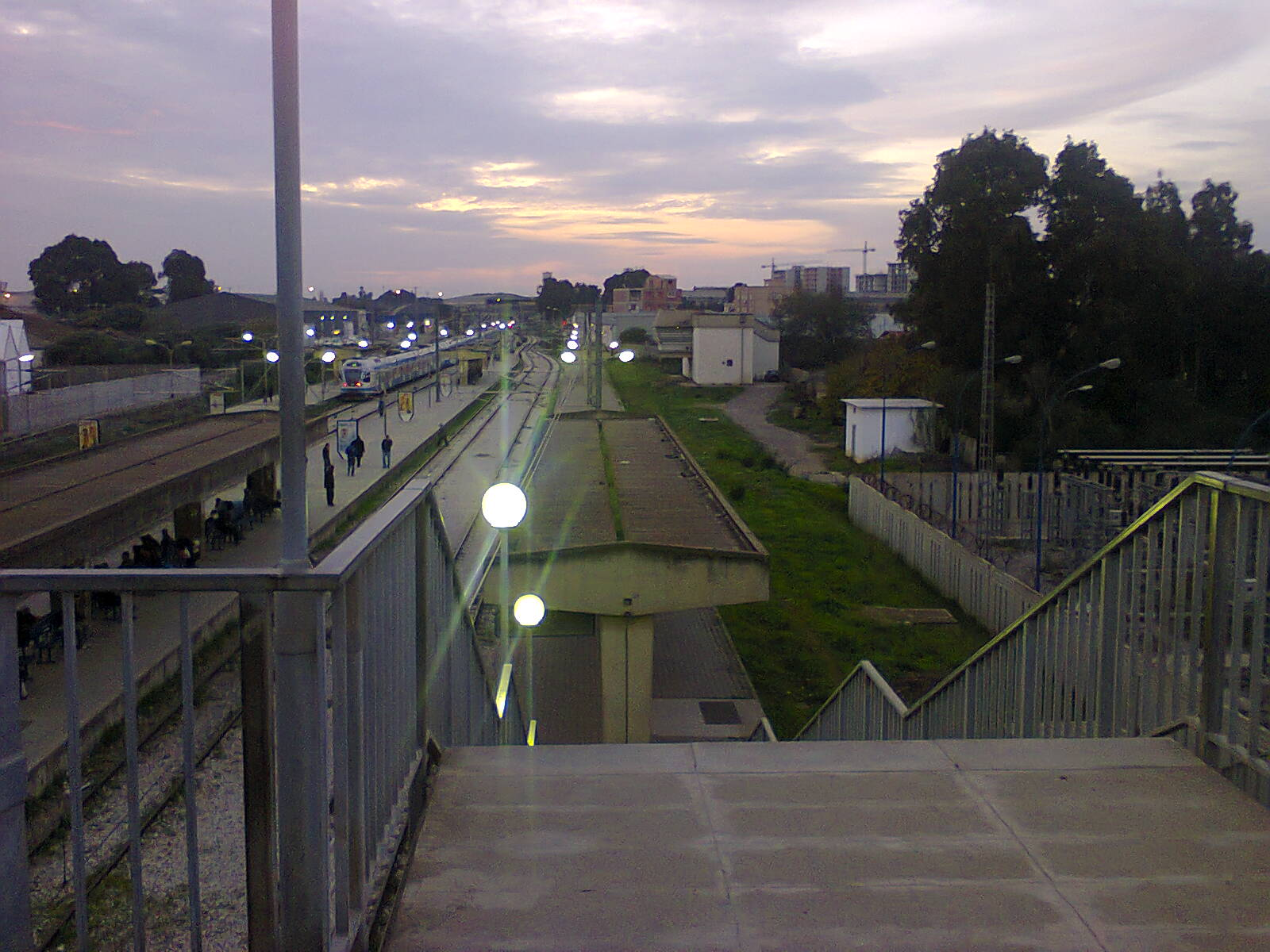
La gare ferroviaire principale et urbaine de Reghaïa.

La ville de Réghaïa est desservie en matière de transports puisqu'elle est reliée au reste de la ville par la Rocade Nord d'Alger qui passe à un km au sud mais aussi par deux gares ferroviaires (une urbaine et l'autre pour la zone industrielle).
- Gare routière (RER : Réghaïa-Alger ; Reghaïa-Thénia).
- Stations de taxi.
- Bus privé (Destinations: Ouled Heddadj, Ouled Moussa, Haouch Makhfi, Boudouaou, Heraoua, Ain Taya, Boumerdes, Alger).
- Bus de ville (Reghaïa-El Kerrouche ↔ Dergana; Reghaïa-Centre ↔ Haouch Makhfi, etc.).

### Routes
La commune de Réghaïa est desservie par plusieurs routes nationales:
- Route nationale 5: RN 5 (Route de Constantine).
- Route nationale 11: RN 11 (Route d'Oran).
- Route nationale 24: RN 24 (Route de Béjaïa).
- Autoroute A1 et A2 (Est-Ouest).

## Histoire
L'urbanisation a débuté plutôt avec l'arrivée des colons qui ont construit la ville de Réghaia sur le Haouch Ben Aida (propriété séquestrée à une famille algérienne probablement Chaouch).
- 1839 - Attaque par Bensalem, un lieutenant de l'Émir Abdelkader du château Omar Agha qui fut réparé par des colons Mercier et Saussine.
- 1854 - Création du tissu urbain de Réghaïa par les autorités françaises : Une ville créée par décret du 14 octobre 1854 et annexe à la commune de Fondouk.
- 1954 - Habitants de Réghaïa et la guerre d'Algérie : La population de Réghaïa connait très bien un certain Gouache, un Français d'Algérie activiste pro-Algérie française. Il faisait tout pour interdire aux Algériens d'entrer. Les groupes de la Wilaya IV ont activé sur le territoire de cette ville sont les groupes commandos Ali Khodja, Ali Rih et d'autres.
- 1959 - Création de plusieurs cités autour de la ville.
- 1962 (5 juillet) - Indépendance de l’Algérie.

À l'indépendance de l’Algérie, les terres plantées de vignobles qui entouraient la ville ont été structurées en domaine autogéré (environ 3 000 hectares composaient le domaine Si Lakhdar), la population n’était que de l'ordre de 5 000 habitants. L'extension de la zone industrielle sur des terres agricoles et la construction anarchique d'immeubles d'habitation a fait perdre à Réghaïa le charme qu'elle avait pendant la colonisation. 
- 1974 - Lors du découpage administratif, la commune de Réghaïa est détachée de celle de Rouïba.

## Démographie
| 1963  | 1987   | 1998   | 2008   | 2015   |
| ----- | ------ | ------ | ------ | ------ |
| 2 000 | 44 939 | 66 215 | 85 452 | 90 248 |

## Personnalités liées à la ville
- Carmen Vidal (1915-2003), femme d'affaires née à Reghaïa.
- Ayoub Abdellaoui né le 16 février 1993 à Reghaïa, footballeur international algérien.

## Économie
Réghaïa est une ville à vocation agricole et industrielle bien que la moitié de son territoire soit composée de zones agricoles et située à 27 km d'Alger. La première usine industrielle date d'avant 1830, c'était le moulin à eau du côté d'un cours d'eau qui traversait Réghaïa. La zone Industrielle (ZI) de Rouïba-Réghaïa est implantée sur 1 000 hectares et abrite plus de 160 entreprises, elle emploie 25 % de la population active de la commune. Elle abrite notamment des géants des industries mécaniques, chimiques et alimentaires, SNVI, ENSP, Direction Fabrication (ex-ALDIM), Nizière, Mittal Steel, Anabib, des groupes allemands comme Henkel, ZF, des groupes français comme Citroën, ainsi que d'autres sociétés comme Royal opérant dans la fabrication des jus de fruits et sodas. Le nord de Réghaïa est composé d'une grande zone agricole dans une zone très fertile de la Mitidja.
Depuis quelques années, Réghaïa est devenue le poumon économique et commercial de la capitale algérienne.

## Infrastructures
- Centre cynégétique : Cette commune côtière abrite le centre cynégétique de Réghaïa qui collabore étroitement avec le centre cynégétique de Zéralda.

- Le Centre national de baguage (CNB).

## Sport
La ville de Reghaïa possède un club de football (NARB Réghaïa), évoluant en division III (D3) du Championnat d'Algérie de football. Il y a aussi d'autres clubs à l'échelle de quartier tels que l'Amel Hai Mourad Réghaïa (AHMR), l’Étoile Sportive Mohamed El Bey Réghaïa (ESMBR).

Les sports de combat sont aussi pratiqués tels que le kung-fu, le full-contact...